# عبد المجيد الآبادي
هو إمام القراءات وشيخ القراء العلامة الفقيه الشيخ عبد المجيد بن صادق بن إسماعيل بن سلطان بن إبراهيم الآبادي، ولد عام 1352 هـ اثنين وخمسين وثلاثمئة وألف من الهجرة .

## حياته العلمية
حفظ القرآن الكريم منذ صغره بعد أن تعلم الحروف الألف بائية وتركيباتها ونطقها وأتقنها, ثم قرأ القرآن الكريم كله وجوده برواية حفص عن عاصم وحفظ المقدمة الجزرية في التجويد, ثم شرع في حفظ الشاطبية في القراءات السبع, ثم أفرد الأجزاء الأولى من القرآن رواية رواية, ثم جمعها جمعة صغرى للقراء الثلاثة نافع وابن كثير وأبي عمرو المرموز لهم في الشاطبية (سما) ثم جمعها جمعة كبرى للسبعة حتى ختم ختمة كاملة بالقراءات السبع من الشاطبية.
شرع بحفظ منظومة (الدرة المضية) في القراءات الثلاث المتممة للعشر فقرأ القرآن كاملاً بالقراءات الثلاث وبعد ما ختم القراءات العشر اختبره شيخه شيخ القراء الشيخ حسن بن إبراهيم الشاعر في المسجد النبوي الشريف أمام ملأ من الناس ومن علماء المدينة حتى علم حفظه للقراءات وإتقانه أجازه ونال الشهادة معاً وأعطي الأسانيد المتصلة برسول الله صلى الله عليه وسلم في القراءات كلها, وكان ذلك في 11/8/1377هـ الحادي عشر من شهر شعبان عام سبعة وسبعين وثلاثمئة وألف من الهجرة النبوية.
خلال هذه الفترة التحق بالمدرسة النظامية الابتدائية المسماة بالمدرسة الناصرية, ثم درس المتوسطة والثانوية بمدرسة طيبة, فجد واجتهد وذاكر وثابر حتى تخرج ونال الشهادة في السبعينات بعد الثلاثمئة والألف من الهجرة. درس التفسير واللغة والفقه والحديث والفرائض على مشايخ عصره في المسجد النبوي الشريف وفي مكة المكرمة.

## الوظائف التي تقلدها
- عين مدرساً في وزارة المعارف منذ عام 1380هـ ثمانين وثلاثمئة وألف من الهجرة.
- عين مراقب طبعات المصاحف برئاسة البحوث العلمية والدعوة والإرشاد.
- عين بوظيفة القائم بأعمال شؤون المصاحف بالرئاسة المذكورة آنفاً.
- عين مراجعا للمصحف الشريف المترجم معانيه للغة الأيغورية.
- عين بوظيفة داعية بالرئاسة المذكورة أيضاً واستمر إلى عام 1412هـ اثنتي عشر وأربعمئة وألف من الهجرة, ثم أحيل إلى التقاعد حسب النظام المتبع في التوظيف. كما أنه أول من فتح باب الحج للحجاج القادمين من تركستان وأسس العلاقة السعودية الصينية.
- قام بتدريس القرآن الكريم وعلومه بالحرم النبوي الشريف منذ حصوله على إجازة التدريس عن شيخه وبتصريح رسمي منذ عام 1407هـ سبعة وأربعمئة وألف من الهجرة من الجهات الرسمية في رئاسة شؤون الحرم النبوي الشريف.

## شيوخه
1. المقرئ الكبير المعمر شيخ القراء بالمسجد النبوي الشريف الشيخ حسن بن إبراهيم الشاعر, حيث حفظ على يديه القرآن الكريم كاملاً وجوده برواية حفص عن عاصم, وختمه ثانية بالقراءات السبع من طريق الشاطبية وأخرى بالقراءات الثلاث المتممة للعشر من طريق الدرة وقرأ عليه مقدمة الجزرية ومنظومة الشاطبية والدرة المضية من حفظه وأجيز بذلك كله.
2. الشيخ إبراهيم أبو الفضل الخوتني.
3. الشيخ توقسون داملا الكاشغري.
4. السيد محمد الطرازي.
5. الشيخ حامد ميرزا نمنكاني.
6. الشيخ محمد ثاني.
7. السيد قاسم أنديجاني.
8. الشيخ محمد الأمين الشنقيطي.
9. الشيخ محمد مختار الشنقيطي رحمهم الله جميعاً تلقى عنهم اللغة والفقه والحديث والتفسير.
10. الشيخ عبد الرحمن مضاي.
11. الشيخ عبد الظاهر بخاري.

تلقى عنهم علم الفرائض .

## تلاميذه
1. الشيخ الدكتور عبد الله إبراهيم الزاحم.
2. الشيخ الدكتور عبد الله عمر الشنقيطي.
3. الشيخ الدكتور طلال مصطفى عرقسوس.
4. الشيخ علي مبارك يرحمه الله.
5. الشيخ عبد القادر عواري يرحمه الله.
6. الشيخ مرزوق الدوسري.
7. الشيخ مرزوق رشيد الرفيعي.
8. الشيخ عباس إسماعيل السوداني.
9. الأستاذ عبد الرحمن محمد العمري.
10. الشيخ نور الدين تركستاني.
11. الشيخ عبد الغفور كورلا.
12. عبد القدوس حبيب الله تركستاني.
13. عبد الحفيظ عبد القيوم تركستاني.
14. طلال بنجر عبد المجيد محمد سليم.
15. الأستاذ عبد الله دولت نياز.
16. الأستاذ عمر محمد الحيدري.
17. الأستاذ شندي عباس شندي.
18. محمد محي الدين مليباري.
19. ثابت ناصر اليماني.
20. محمد عثمان حافظ.
21. محمد عجلان.
22. فريد هاشم.
23. فريد عبد الحميد.
24. طلال الطوري.
25. وابناءه: أحمد عبد المجيد صادق الآبادي.

اسماعيل عبد المجيد صادق الآبادي.
ابراهيم عبد المجيد صادق الآبادي.
محمد عبد المجيد صادق الآبادي.
وغيرهم كثير من داخل المملكة العربية السعودية وخارجها.

## مؤلفاته
1. كتاب التجويد المسمى (سراج القاري إلى تجويد كلام الباري).
2. كتيبات في أركان الإسلام الخمسة كل ركن في كتاب مستقل.
3. كتاب العقيدة المسمى ( مرشد العالمين إلى ما فيه سعادة الثقلين) الركن الأول.
4. كتاب الفقه – الطهارة والصلاة – المسمى (سعادة الدارين) الركن الثاني.
5. كتاب في الزكاة. الركن الثالث.
6. كتاب في الصوم, الركن الرابع.
7. مناسك الحج والعمرة, الركن الخامس.

وهذه الكتب كلها باللغة التركستانية لغة بلاد ما وراء النهر في وسط آسيا, حيث أن المسلمين هناك في أمس الحاجة إلى مثل هذه الكتب المبسطة .

## وفاته
قام بتدريس القرآن الكريم وعلومه في المسجد النبوي الشريف طيلة نصف قرن من عام 1377هـ حتى عام 1428هـ حتى مرض مرضه الأخير وتوفي على إثرها في يوم الثلاثاء الموافق 2 ذو الحجة 1428 هـ عن عمر يناهز 76 عاماً وصلي عليه في المسجد النبوي الشريف كما صلي عليه صلاة الغائب في الصين وماليزيا وأندونسيا والسودان ودفن في بقيع الغرقد بجوار أمهات المؤمنين كما أوصى بذلك في المدينة المنورة .